# 加氏反足杜父魚
加氏反足杜父魚，為輻鰭魚綱鮋形目杜父魚亞目杜父魚科的其中一種。分布於西南太平洋區，包括澳洲及紐西蘭海域，棲息在水深388至594公尺的大陸坡，屬深海底棲性魚類，生活習性不明。

## 擴展閱讀
維基物種上的相關：加氏反足杜父魚